# 永久保貴一
永久保 貴一（ながくぼ たかかず、1960年6月22日 - ）は、日本の漫画家、漫画原作者。神奈川県横浜市出身。
1984年、『宇宙船別冊 大冒険』（朝日ソノラマ）に掲載の「貸出しヒーロー レンタマン」でデビュー。以後、『ハロウィン』（朝日ソノラマ）や『サスペリア』『ミステリーボニータ』（秋田書店）などに作品を発表。代表作は『カルラ舞う!』シリーズ。

## 作品リスト

### 漫画
- 生き人形　原作:稲川淳二 （朝日ソノラマ）全1巻
- カルラ舞う!シリーズ
  - 変幻退魔夜行 カルラ舞う!（朝日ソノラマ）全18巻
  - 変幻退魔夜行 新・カルラ舞う!（秋田書店）全18巻
  - 変幻退魔夜行 真・カルラ舞う!（秋田書店）全8巻
  - 変幻退魔夜行 超・カルラ舞う!（秋田書店）全5巻
  - 変幻退魔夜行カルラ舞う! 聖徳太子の呪術編（秋田書店）全3巻
  - 変幻退魔夜行 カルラ舞う! 少年陰陽師（秋田書店）全3巻
  - 変幻退魔夜行カルラ舞う! 葛城の古代神（秋田書店）全3巻
  - 変幻退魔夜行 カルラ舞う! 【外伝 安倍晴明編】（秋田書店）全3巻
  - 変幻退魔夜行 カルラ舞う! 【湖国幻影城】（秋田書店）全4巻
  - 変幻退魔夜行 カルラ舞う! 宿儺を殺した神（白泉社）既刊2巻（※2021年8月現在）
- 永久保怪異談シリーズ
  - 永久保怪異談 （ぶんか社）全1巻
  - 永久保怪異談 スピリチュアルを斬る!（ぶんか社）全1巻
  - 永久保怪異談 パワースポット交幽録（ぶんか社）全1巻
- 古代のVAGAN（朝日ソノラマ）全1巻
- 霞の竜笛（朝日ソノラマ）全1巻
- オカルト少女 地獄ちゃん（朝日ソノラマ）全3巻
- 検証四谷怪談・皿屋敷（朝日ソノラマ）全1巻
  - 【改題】 検証・四谷怪談（朝日ソノラマ）全1巻
- 若狭鬼神戦記 倶利伽羅もんもん（秋田書店）全7巻
- 神道オカルト草紙（ぶんか社）全1巻
- 恐怖耳袋 永久保怪談（朝日ソノラマ）全2巻
- 斑鳩憑依奇譚紅蓮（集英社）全1巻
- FEAR 恐怖という名のコミック（白泉社）全1巻
- 闇咲くりんどう（ぶんか社）全1巻
- 永久保貴一の極めて怖い話（白泉社）全1巻
- 稲川怪談 呪われた旅館にて（角川書店）全1巻 原作：稲川淳二
- 人形供養 永久保怪異傑作集（秋田書店）全1巻
- 闇の考証 -永久保異聞（朝日新聞出版 ほん怖コミックス）
- 「カルラ舞う!」式巡礼（秋田書店）監修：ほしの
  - 「カルラ舞う!」式パワースポット巡礼 全1巻
  - 「カルラ舞う!」式開運巡礼 全1巻
- 永久保交幽録（ぶんか社コミックス）
  - 永久保交幽録 琉球ユタ・はる 全1巻 監修：はる
  - 永久保交幽録 沖縄編 全1巻 監修：はる
  - 永久保交幽録 座敷童子の謎 全1巻
  - 永久保交幽録 沖縄聖地編 全1巻 監修：はる
- 続・生き人形 完全版（ホーム社漫画文庫）全1巻
- 永久保貴一の封じられた霊能力（大都社 ダイトコミックス）全1巻
- 密教僧 秋月慈童の秘儀 霊験修法曼荼羅（朝日新聞出版 HONKOWAコミックス）全5巻
- 阿闍梨蒼雲 霊幻怪異始末（朝日新聞出版 HONKOWAコミックス）全5巻
- 咲良の居酒屋歳時奇（秋田書店 ボニータ・コミックス）全3巻
- 東京開運散歩 芝・浅草 (白泉社 花とゆめCOMICS) 全1巻 監修：ほしの

### 原作
- 御石神落とし（白泉社）全8巻 作画：増田剛
- 鏡の巫女アヤカ（秋田書店）全5巻 作画：白井幸子
  - 鏡の巫女アヤカ 黒い薔薇十字（秋田書店）1巻 作画：白井幸子
- えっちの神さま!（白泉社）全2巻 作画：増田剛
- 武闘占術伝ヒイロとナナシ（秋田書店）1巻 作画：とうじたつや
- 超訳・伊勢物語 月やあらぬ（芳文社） 作画：紅林直